# Ian St. John
Ian St. John (Motherwell, 7 giugno 1938 – Arrowe Park, 1º marzo 2021) è stato un calciatore, allenatore di calcio e commentatore sportivo scozzese.
Attaccante molto prolifico, fu uno dei giocatori più importanti del Liverpool degli anni sessanta che, partendo dalla Seconda Divisione inglese, risalì la china e tornò a primeggiare in Inghilterra e, successivamente, in Europa.

## Carriera

### Club
Ian St. John crebbe calcisticamente nella squadra della sua città, il Motherwell, con la quale esordì anche in Prima Divisione scozzese e segnò una delle triplette più veloci della storia del calcio britannico (contro l'Hibernian nel 1959). Nel 1961, per 37.500 sterline, fu portato a Liverpool dal suo conterraneo Bill Shankly, che stava ricostruendo la squadra, all'epoca militante in Seconda Divisione inglese.
L'esordio avvenne nella finale del torneo cittadino Liverpool Senior Cup del 1961, che vide la squadra affrontare i rivali storici dell'Everton. La partita fu vinta da questi ultimi per 4-3, ma St. John segnò tutti e tre i goal del Liverpool e questo lo fece diventare subito il beniamino del Kop, che gli diede il soprannome di The Saint. St. John si rivelò effettivamente molto prolifico, tanto che nelle sue prime tre stagioni di Lega realizzò in totale 58 goal (rispettivamente 18, 19 e 21).
L'esordio in campionato avvenne il 19 agosto 1961 contro il Bristol (seconda divisione); il primo goal arrivò il 30 agosto in casa del Sunderland (battuto 4-1). Quel goal segnò l'inizio di una lunga intesa calcistica con il suo collega di reparto, l'inglese Roger Hunt, che nell'occasione segnò 2 goal.
Anche grazie ai goal di St. John il Liverpool (che nelle cinque stagioni precedenti si era sempre piazzato al terzo posto fallendo il ritorno nella massima serie) nel 1962 vinse il campionato con otto punti di vantaggio sulla seconda e tornò in Prima Divisione. La stagione successiva si risolse in un ottavo posto – con un personale di 19 goal per St. John – ma la sorpresa arrivò nel campionato 1963/64, iniziato ad handicap ma vinto alla fine con quattro punti di vantaggio sul Manchester Utd. e cinque sui campioni uscenti dell'Everton: con 21 goal St. John contribuì pesantemente alla vittoria finale del titolo inglese, il primo dopo diciassette anni di assoluto anonimato: il Liverpool si lasciava così alle spalle il periodo più buio della sua storia. L'anno successivo, proprio St. John sfatò un altro taboo, quello della Coppa d'Inghilterra: in finale contro il Leeds, nei minuti finali di un incontro tiratissimo che si stava avviando sull'1-1, St. John raccolse di testa un cross di Callaghan e segnò il 2-1 che significava la prima Coppa in 73 anni di vita del club.
La Coppa vinta garantì al Liverpool la sua prima partecipazione europea di sempre, la Coppa delle Coppe 1965/66, della quale raggiunse la finale dopo aver eliminato avversari di rango come Honvéd, Celtic e, soprattutto, Juventus. La partita decisiva si giocò a Glasgow, ma fu vinta dai tedeschi del Borussia Dortmund per 2-1: contemporaneamente, tuttavia, giunse un altro titolo di campione d'Inghilterra.
St. John rimase al Liverpool altre quattro stagioni, giocando in totale 424 partite (336 di campionato) e segnando 118 goal (95 in campionato). Oltre ai citati titoli vinse anche due Charity Shield consecutive, nel 1965 e nel 1966. Nell'estate del 1971 si trasferì al Coventry, squadra per la quale giocò una sola stagione prima di trasferirsi al suo ultimo club, il Tranmere Rovers, per la stagione 1972/73, al termine della quale annunciò il suo ritiro a 35 anni.

### Nazionale
In Nazionale, St. John giocò 21 volte: il suo esordio avvenne il 6 maggio 1959, quand'era ancora un giocatore del Motherwell, contro la Germania Ovest a Glasgow, in un'amichevole vinta per 3-2. Il suo primo goal arrivò in un'altra amichevole giocata sempre a Glasgow nel 1960 contro la Polonia, anche se in questo caso il risultato di 3-2 fu a favore degli ospiti. La sua ultima apparizione in nazionale fu il 10 aprile 1965 a Wembley contro l'Inghilterra, in un incontro valido per il Torneo Interbritannico: la partita finì 2-2 e Ian St. John segnò il goal del definitivo pareggio scozzese. Furono 9 in totale i suoi goal in Nazionale scozzese.

## Dopo il ritiro
Da allenatore, dal 1973 al 1979 allenò il Motherwell, suo club d'origine; successivamente allenò il Portsmouth e infine lo Sheffield Wednesday, dopodiché decise di smettere anche con la carriera tecnica per dedicarsi a quella mediatica.
Dal 1979 St. John lavora come commentatore sportivo. Negli anni ottanta condusse una trasmissione sportiva con il suo ex-collega Jimmy Greaves, e nel corso degli anni ha collaborato – e collabora tuttora – con diverse testate giornalistiche cartacee e televisive, per le quali ha commentato diverse edizioni del campionato del mondo di calcio. Attivo anche nella promozione del calcio giovanile, è stato fondatore di diverse scuole calcio per ragazzi, chiamate Ian St. John's Soccer Camps. Da un sondaggio-concorso indetto dal Liverpool nel 2006 per stabilire quali fossero i «100 giocatori che stupirono il Kop», Ian St. John è risultato il 21º giocatore più votato, subito dopo Phil Neal e subito prima di Steve McManaman
È scomparso nel marzo 2021 all'età di 82 anni a seguito di un tumore della vescica.

## Impatto sulla cultura di massa
Nel suo periodo di massimo rendimento sportivo e prolificità, St. John divenne così popolare che nell'immaginario collettivo divenne oggetto di iperboli perfino soprannaturali, come esemplificato nella citazione in epigrafe, che in inglese (St. John è anche il nome inglese di San Giovanni Battista, e “to save” significa, oltre che “salvare” anche “parare”) suona più esplicita:

## Palmarès

### Giocatore

#### Competizioni nazionali
- Campionato inglese: 2

Liverpool: 1963-1964, 1965-1966
- Coppa d'Inghilterra: 1

Liverpool: 1964-1965
- Charity Shield: 3

Liverpool: 1964, 1965, 1966
- Second Division: 1

Liverpool: 1961-1962